# Cabot Trail

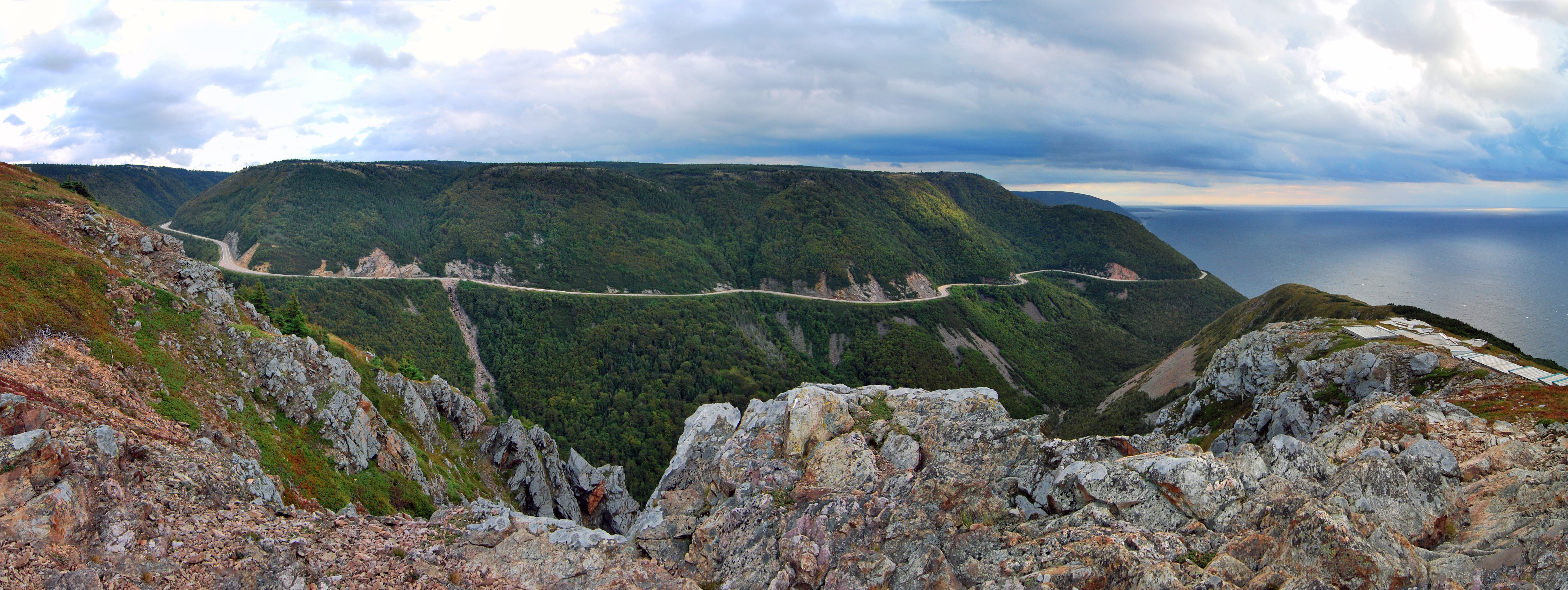
Cabot Trail vista des del Skyline Hiking Trail

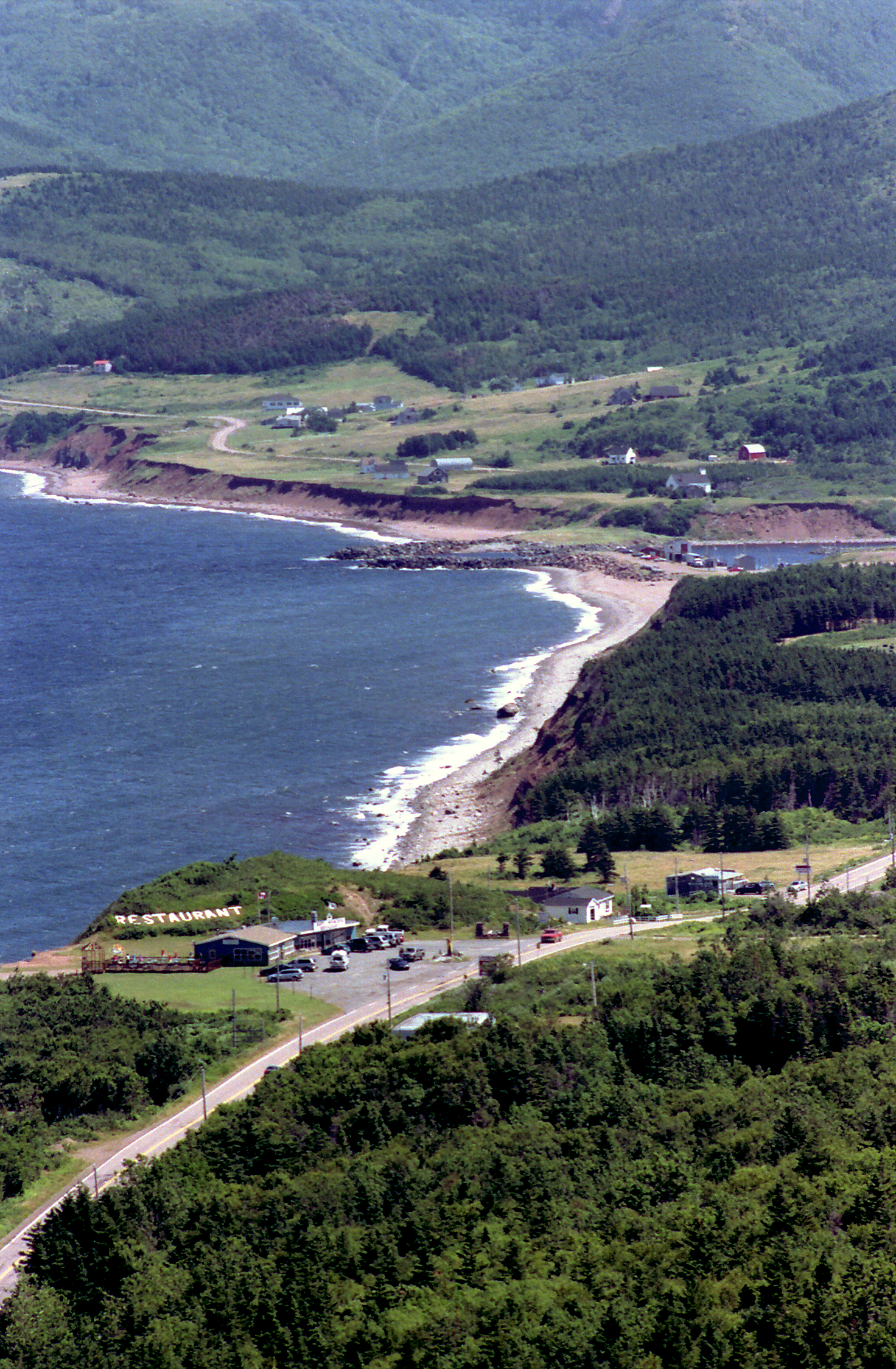
Vista dels establiments comercials i residencials que hi ha a la Pleasant Bay, al llarg del segment més septentrional de la Ruta Cabot

Cabot Trail (Ruta Cabot) és una autopista canadenca de la província de Nova Escòcia. Està situada al nord del Comtat de Victòria i al comtat d'Inverness, a l'Illa de Cap Bretó. La construcció de la ruta inicial es va completar el 1932. Tota la ruta està oberta tot l'any.
Les ruta fa 298 km de longitud i completa una volta al voltant de la punta nord de l'illa, passant al llarg i a través de Cape Breton Highlands. S'anomena així en honor de l'explorador John Cabot, que va desembarcar a l'Atlàntic canadenc el 1497, encara que la majoria d'historiadors coincideixen que el seu probable desembarcament es va dur a terme a Terranova i no a l'illa del Cap Bretó.
La secció nord passa a través del Cape Breton Highlands National Park. Les seccions oriental i occidental segueixen l'escarpada costa, proporcionant vistes espectaculars de l'oceà. La secció sud-oest passa a través de la vall del riu Margaree abans de passar pel costat del Llac Bras d'Or.